# Oxalis eriocarpa
Oxalis eriocarpa är en harsyreväxtart som beskrevs av Dc.. Oxalis eriocarpa ingår i släktet oxalisar, och familjen harsyreväxter. Inga underarter finns listade i Catalogue of Life.